# آزمایش باکرگی
آزمایش باکرگی مجموعه‌ای از روش‌ها برای تشخیص وجود پرده بکارت و عدم تجربه رابطه جنسی در دختران در برخی از کشورها است. اما از نظر علمی و پزشکی فاقد اعتبار و منسوخ شده می‌باشد. برای پسران نیز برخی آزمایش‌ها برای تشخیص باکرگی به کار می‌رود که مبنای دقیق علمی ندارد. آزمایش باکرگی در اکثر کشورهای جهان نامعتبر و ممنوع اعلام شده‌است و نوعی خشونت شناخته می‌شود.
در ترکیه تا سال ۲۰۰۱ تست باکرگی از دانشجویان خوابگاه‌های دانشجویی و پرستاران رشته مامایی گرفته می‌شد. در آفریقای جنوبی این تست برای دختران و پسران به اجرا در می‌آید. در آفریقای جنوبی تست باکرگی برای افراد زیر ۱۶ سال ممنوع است و همچنین این عمل در مدارس نیز ممنوع است.

## تاریخچه

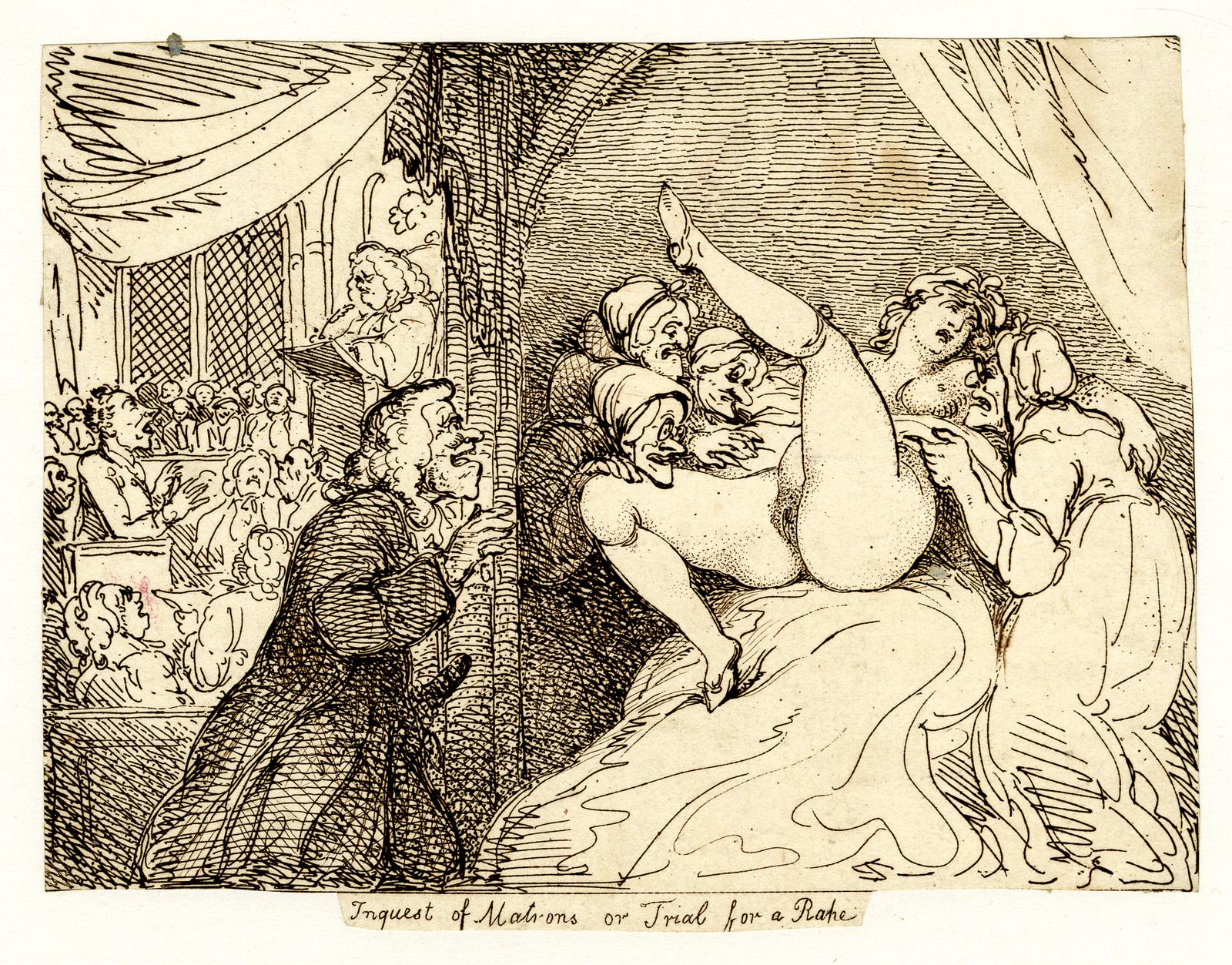
تامس رولندسن، c. 1790–1810

غالباً خونی بودن بستر درهنگام آمیزش جنسی در شب ازدواج مشخصه پاره شدن بکارت است و به عنوان نشانه‌ای برای باکره بودن شناخته می‌شود. اما در قرون وسطی بسیاری از روش‌های دیگری نیز شناخته‌شده‌بود، به‌منظور آنکه بکارت یک شخص تشخیص داده‌شود، که از آن‌جمله آزمایش ادرار (تمیز و گازدار بودن ادرار) و حالت پستانها از موارد تشخیص برای باکرگی بود.

## روش‌ها

### دختران
روش‌های متفاوتی در تست باکرگی وجود دارد. اصلی‌ترین روش اطمینان از سالم ماندن بکارت در دختران است. در کشور هند رسمی به نام «مراسم نخ» وجود دارد که در آن از کلافی از نخ برای اطمینان از سالم بودن بکارت استفاده می‌شود اگر دختری در این آزمایش رد شود مجبور به افشای عشاق خود شده و عشاق نیز مجبور به پرداخت پول به خانواده عروس می‌شوند. در آفریقای جنوبی دیدن نقطه سفید با پرده شبکه‌ای سفید در عمق کانال مهبل، داشتن چشمان معصوم، داشتن پستان‌ها و شکم‌های محکم و شق و ماهیچه‌های محکم و صاف در پشت زانو از نشانه‌های وجود باکرگی شناخته می‌شود.

#### امکان تشخیص زمان پارگی بکارت
معمولاً تا ۲ هفته بعد از پارگی بکارت از روی نشانه‌های ظاهری می‌توان تاریخ دقیق آن را حدس زد و بعد از ۱ ماه به هیچ وجه زمان دخول معلوم نمی‌شود؛ لذا بعد از ۲ هفته اصلاً تجربه رابطه جنسی در دختران قابل تشخیص نیست.

### پسران
در مورد پسران تست دقیق علمی وجود ندارد اما وجود خط در پشت زانو، سفت بودن محل ختنه و توانایی پسر برای پاشیدن ادرار خود بالاتر از یک سیم با فاصله یک متر از سطح زمین از مواردی است که در برخی فرهنگها برای تست باکرگی مورد توجه قرار می‌گیرد.

## آزمایش اجباری
گاه از آزمایش اجباری باکرگی به عنوان نوعی شکنجه و تحقیر جنسی استفاده می‌شود. در جریان انقلاب ۲۰۱۱ مصر و پس از انتقال قدرت به شورای عالی نظامی این کشور، تعدادی از زنان معترض بازداشت‌شده در اعتراضات روز ۹ مارس مدعی شدند که به آن‌ها اتهام روسپی‌گری وارد شده و پس از بازداشت مورد ضرب و شتم و آزمایش اجباری بکارت قرار گرفته‌اند. عفو بین‌الملل در گزارش خود «اجبار زنان به تست باکرگی را مطلقاً غیرقابل قبول و رفتاری با هدف تحقیر زنان به دلیل زن بودن» توصیف کرد. همچنین سازمان بهداشت جهانی طی بیانیه ای تست بکارت را فاقد اعتبار و غیر علمی خواند.

## آزمایش بکارت و حقوق بشر
قراردادها، موافقت‌نامه‌ها، و بیانیه‌های بین‌المللی، همچون بیانیه‌های سازمان ملل، رفتارها و سنت‌هایی که استانداردهای حقوق بشر را نسبت به زنان و دختران نقض می‌کنند، خطرناک دانسته‌اند، و آزمایش باکرگی نیز یکی از همان سنت‌هاست که توسط گروهی از فعالان حقوق بشر به عنوان سنت خطرناک شناخته شده‌است. در کنفرانس ۱۹۹۳ حقوق بشر وین و کنوانسیون رفع هرگونه تبعیض علیه زنان (CEDAW) در همان سال اعلام شد که همه دولت‌ها موظف به اصلاح همه رویه‌ها و الگوهای اجتماعی و فرهنگی تبعیض‌آمیز علیه زنان هستند.
کنفرانس جهانی جمعیت و توسعه در سال ۱۹۹۴ و چهارمین کنفرانس جهانی زنان در ۱۹۹۵ تغییر مسیر شگرفی ایجاد کردند از سیاست‌های کنترل جمعیت، به طرف برنامه‌هایی معطوف به ارتقای سلامت جنسی و زادآوری زنان، و تعالی و توانمندی آنان. کنفرانس جهانی جمعیت و توسعه فراخوانی داد برای:
حذف تمامی اعمالی که باعث آزار زنان می‌شود، کمک به زنان در تحقق و تثبیت حقوقشان، از جمله حقوق مربوط به فرزند آوری و سلامت جنسی.
به علاوه بیانیه ۱۹۹۵ پکن، و پلتفرم چهارمین کنفرانس جهانی زنان، از تمام دولتها خواستند ضمانت کنند که تمامی زنان از حقوقشان در زمینه‌های سلامت جسمی، جنسی و روانی مطلع هستند هم چنین تمامی دخالت‌های پزشکی خطرناک غیرضروری را حذف کنند. از آن تاریخ تعداد بیشماری از فعالان حقوق زنان و حقوق بشر به سوی شناخت این گونه فعالیت‌های خطرناک که بر اساس خشونت و ظلم به زنان است قدم برداشته‌اند و آن را مخالف پیشرفت جهانی انسان‌ها می‌دانند.